# Primavera de Rondônia
Primavera de Rondônia är en kommun i Brasilien.   Den ligger i delstaten Rondônia, i den centrala delen av landet, 1 500 km väster om huvudstaden Brasília. Antalet invånare är 3 523.
Omgivningarna runt Primavera de Rondônia är huvudsakligen savann. Runt Primavera de Rondônia är det glesbefolkat, med 9 invånare per kvadratkilometer.